# Chhapra
Chhapra (Hindi: छपरा) is een stad in de Indiase deelstaat Bihar. Het is de hoofdstad van het district Saran. Chhapra is gelegen nabij het punt waar de Ghaghara en de Ganges samenkomen.
Chhapra werd in de zeventiende en achttiende eeuw belangrijker als handelsplaats aan de rivier, toen de Nederlanders, Fransen, Portugezen en Engelsen er een salpeterindustrie opzetten. In 1964 werd Chhapra een gemeente. De stad heeft spoorweg- en wegverbindingen met de rest van India.